# Emirat de Kano

Moderna bandera de Kano que va substituir la bandera verda llisa

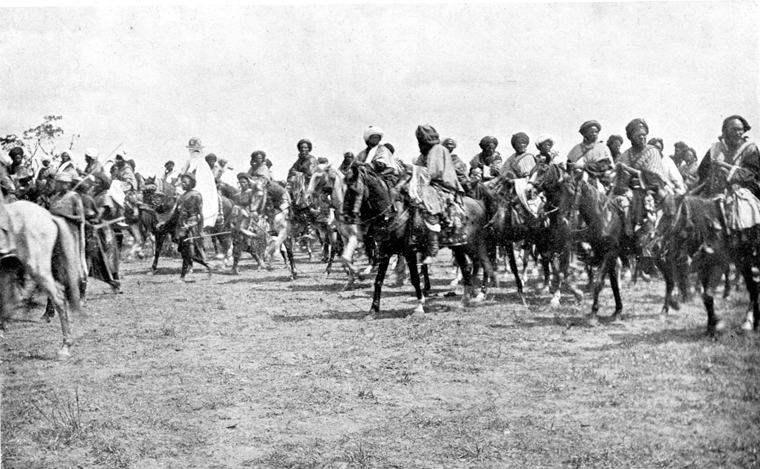
L'emir de Kano, 1911

L'Emirat de Kano és un antic estat africà i actualment estat tradicional de Nigèria centrat a la ciutat i regió de Kano a l'estat de Kano. Des de 1963 l'emir és Ado Bayero i el seu palau és el Gidam Rumfa. Aquest emir va adoptar la bandera actual de l'emirat; la bandera del 1807 fins vers el 1965 fou totalment verda, de vegades amb el nom de l'estat o de l'emir brodat en blanc en caràcter àrabs.

## Història

### Emirat fulani independent
Kano fou dominada pels que havien escoltat la crida a la djihad del cap fulbe o fulani Osman Dan Fodio el març del 1807; el darrer rei va morir i el cap local de la djihad, Sulayman fill d'Abahama fou proclamat sarkin Kano (rei de Kano), encara que generalment anomenat emir, i va governar fins a la seva mort el 22 d'agost de 1819.
La línea dinàstica actual va arrancar amb el seu successor, un famós guerrer de nom Ibrahim Dabo conegut com a Ci gari (Conqueridor de la vila), que va morir el 9 de febrer de 1846. Tots dos emirs van haver de fer front als atacs que periòdicament feien els membres de la dinastia deposada, i van fer atacs al seu torn contra els pagans ningi que dominaven les terres al sud de l'emirat.
Sota el seu fill Usman o Usmana (1846-1855) el país fou visitat per l'explorador alemany Heinrich Barth que va deixar una descripció de la ciutat qualificada de prospera amb un mercat ben proveït amb productes locals, nord-africans i fins i tot europeus, amb una població estimada de trenta mil persones; Barth va dibuixar un mapa de la ciutat. Usmana va morir el 26 d'agost de 1855 i va pujar al tron el seu germà Abd Allahi mort el 8 de setembre de 1882, donant pas al seu germà Muhamman Bello que va morir al cap de poc més d'un any, el 25 de novembre de 1893 i el va succeir el seu fill Muhamman Tukur, que tenia el suport del sultà de Sokoto (però poc suport popular).
Tukur va enfrontar la revolta del seu cosí Yusufu (1893-1894), que amb el suport dels esclaus reials es va imposar i va reclamar el títol d'emir però va morir el 19 d'agost de 1894 i el va substituir Ali Yu Baba, fill d'Abd Allahi. Tukur va morir finalment en la lluita el 16 de març de 1895 assolint el seu rival el tron.

### Protectorat britànic
A finals del segle la ciutat va rebre la visita del missioner britànic C. H. Robinson, i en començar el segle xx hi va anar un grup entre els quals hi havia W. Miller. Tots dos, separadament, van presentar informes molt negatius per l'islam local, el que va decantar a l'opinió pública anglesa en favor de l'ocupació. Vers el 1902 l'emir Aliya va donar asil a Magajin Keffi que havia assassinat al capità Moloney, emissari de Sir Frederick Lugard. Aquest va aprofitar el fet com excusa i va ocupar Kano el 3 de febrer de 1903 després de derrotar una petita resistència.
Dos mesos després (3 d'abril) els britànics van posar al tron a un germà d'Aliya, de nom Muhammadu Abbas dan Abd Allahi que va governar sota autoritat britànica i amb poders limitats fins a la seva mort l'1 de maig de 1919; va pujar llavors al tron un altre germà, Usmana II fins a la seva mort el 1926 quan fou proclamat el seu nebot Abd Allahi Bayaro, fill de Muhammadu Abbas que va morir el 25 de desembre de 1953.
La confraria dominant a Kano era la Kadiriyya però com que aquesta tenia el suport de Sokoto, i la població no simpatitzava amb aquest sultanat, va prendre volada la confraria Tidjaniyya de la que el següent emir, el fill del difunt, anomenat Muhammadu Sanusi, va esdevenir cap a tota la Nigèria Septentrional. En aquests anys (fins a la independència de Nigèria el 1960) es van formar els partits polítics i la Kadiriyya va constituir el conservador Congrés dels Pobles del Nord (NPC Northern People's Congress) dirigit per Alhaji Ahmadu Bello (des de 1959 Alhaji Sir Ahmadu Bello), descendent de la família reial de Sokoto, mentre la Tidjaniyya donava suport al NEPU, el partit d'oposició que va dirigir Malam Aminu Kano. Encara que els interessos dinàstics de Kano aconsellaven sostenir el NPC, la rivalitat amb Sokoto era tant viva que Sanusi donava suport a l'oposició.

### Poder tradicional dins la Nigèria independent
Els conflictes polítics van provocar finalment la dimissió de l'emir Sanusi el 1963 sota pressió del govern regional del Nord que estava dirigit (1954-1966) per Alhaji Sir Ahmadu Bello del NPC com a primer ministre.
Aquest fet va provocar el naixement d'un moviment per un estat de Kano separat. Muhammadu Inuwa Abbas fill de Muhammadu Abbas (l'emir mort el 1953) va pujar al tron però va morir al cap de poc (8 d'octubre de 1963) i el va succeir Ado Bayaro, germà de Sanusi representant del poder emergent de Kano enfront del poder de caràcter diví de Sokoto derivat de la djihad. L'estat de Kano fou creat el 27 de maig de 1967, sobre el que l'emir manté una notable influència.

## Llista d'emirs fulbes de Kano
- Sulayman (Sulaymanu dan Abahama) 1807-1819
- Ibrahim (Ibrahim Dabo dan Muhamman àlies "Ci gari" 1819-1846
- Usman o Usmana (Uthman I dan Ibrahim Dabo "Ma-je-Ringim") 1846-1855
- Abdullah (Abd Allahi dan Ibrahim Dabo "Sarkin Yanka") 1855-1882
- Mohammed Bello (Muhamman Bello dan Ibrahim Dabo) 1882-1893
- Mohammed Tukur (Muhamman Tukur dan Muhamman Bello) 1893-1895
- Aliyu Baba dan Abd Allahi (Ali Yusufu) 1894-1903 (rebel 1894-1895)
- Muhammadu Abbas dan Abd Allahi 1903-1919
- Uthman II dan Abd Allahi 1919-1926
- Abd Allahi Bayaro dan Muhammadu Abbas 1926-1953
- Muhammadu Sanusi dan Abd Allahi Bayaro 1953-1963
- Muhammadu Inuwa Abbas dan Muhammadu Abbas 1963
- Ado Bayaro dan Abd Allahi Bayaro 1963-